# Transmit
Transmit é um cliente proprietário de FTP para Mac OS X e Mac OS. É desenvolvido pela Panic, a mesma empresa desenvolvedora de outros programas para Mac OS X, como: Coda, unison e Candybar. Como um shareware, o Transmit expira determinados recursos do programa num prazo de 15 dias, limitando seu uso até que o usuário decida o adquirir e assim destravar esses recursos com um número serial.
Seu custo a 17 de julho de 2008 é de US$29,95, sendo a atualização do Transmit 2 mais barata, custando US$17,95.
Transmit foi também desenvolvido para Mac OS clássico, mas foi descontinuado e tornou-se um programa gratuito. O ícone do programa utilizado no Dock é um caminhão.

## Prêmios
O Transmit foi galardoado com muitos prêmios, são eles:
- MacMinute Showtime Award: MWSF (2005)
- Macworld Best of Show (2005)
- Apple Design Award: Melhor uso das tecnologias do Mac OS X Tiger (2005)